# Нікольський Микола Михайлович
Нікольський Микола Михайлович, біл. Мікалай Міхайлавіч Нікольскі; 13 листопада 1877, Москва — 19 листопада 1959) — білоруський історик, сходознавець. Академік АН БРСР (1931), член-кореспондент АН СРСР (1946). Доктор історичних наук (1934). Заслужений діяч науки БРСР (1938).

## Біографія
У 1900 закінчив Московський університет. Працював у Смоленському університеті, а з 1922 у Білоруському державному університеті. Очолював відділ етнографії і фольклору Інституту історії БРСР, а в 1937—1953 директор цього інституту. Свої праці присвячував питанням історії релігії і церкви, Стародавнього сходу, етнографії і фольклору Білорусі. Досліджував Мінські старожитності